# One Way or Another (Teenage Kicks)
"One Way or Another (Teenage Kicks)" – pop-rockowy utwór brytyjsko-irlandzkiego boys bandu One Direction. Utwór wydany został 17 lutego 2013 roku przez wytwórnię płytową Syco Music oraz Columbia Records jako singel charytatywny dla organizacji Comic Relief. Utwór jest coverem dwóch singli "One Way or Another" Blondie oraz "Teenage Kicks" The Undertones. Do singla nakręcono także teledysk, którego reżyserią zajął się Ben Winston. Utwór dotarł do pierwszego miejsca na listach przebojów w Danii, Holandii, Irlandii, w Polsce, Wielkiej Brytanii oraz Szkocji. Singel uzyskał status platynowej płyty w Australii i w Norwegii oraz złotej płyty w Stanach Zjednoczonych, Danii i Nowej Zelandii.

## Notowania na listach przebojów
| Lista (2013)                            | Najwyższa pozycja |
| --------------------------------------- | ----------------- |
| Australia (Top 50 Singles)              | 3                 |
| Austria (Ö3 Austria Top 40)             | 12                |
| Belgia (Flandria) (Ultratop 50 Singles) | 5                 |
| Belgia (Wallonia) (Ultratop 50 Singles) | 12                |
| Dania (Track Top-40)                    | 1                 |
| Francja (Top 200 Singles)               | 17                |
| Hiszpania (Top 50 Singles)              | 4                 |
| Holandia (Single Top 100)               | 1                 |
| Irlandia (Top 50 Singles)               | 1                 |
| Kanada (Billboard Canadian Hot 100)     | 9                 |
| Niemcy (Top 100 Singles)                | 22                |
| Norwegia (Top 20 Singles)               | 12                |
| Nowa Zelandia (Top 40 Singles)          | 3                 |
| Polska (AirPlay – Top)                  | 1                 |
| Szkocja (Top 40 Scottish)               | 1                 |
| Szwecja (Top 60 Singles)                | 28                |
| Szwajcaria (Singles Top 100)            | 7                 |
| Stany Zjednoczone (Hot 100)             | 13                |
| Węgry (Single (track) Top 40 lista)     | 6                 |
| Wielka Brytania (Singles Top 100)       | 1                 |